# Cầu Cái Lớn
Cầu Cái Lớn là một cây cầu bắc qua sông Cái Lớn trên Quốc lộ 63, nối liền hai huyện Châu Thành và An Biên, tỉnh Kiên Giang, Việt Nam.
Cầu Cái Lớn và cầu Cái Bé là một phần của tuyến tránh Tắc Cậu kết nối hai bờ Tắc Cậu - Xẻo Rô. Trước khi có tuyến đường này, người dân đi từ Kiên Giang về Cà Mau trên Quốc lộ 63 phải qua phà Tắc Cậu.
Cầu Cái Lớn có kết cấu bê tông cốt thép và bê tông cốt thép dự ứng lực, chiều dài là 681 m, chiều rộng là 12 m. Cầu được khánh thành vào ngày 7 tháng 2 năm 2014.